# Montería
Montería is een stad in Colombia en is de hoofdplaats van het departement Córdoba.
In 2005 telde Montería 286.575 inwoners.